# Hotunje
Hotunje je malá vesnice v občině Šentjur v Savinjském regionu ve východním Slovinsku. Leží západně od vsi Ponikva, se kterou má společnou železniční stanici. Od Šentjuru je vzdálena vzdušnou čarou 4 km na severovýchod. Narodil se zde učitel a tvůrce školního atlasu pro rakousko-uherské střední školy Blaž Kocen (Blasius Kozenn).